# Can Badia (Sant Ferriol)
Can Badia és una masia del municipi de Sant Ferriol (Garrotxa) inclosa en l'Inventari del Patrimoni Arquitectònic de Catalunya.

## Descripció
Can Badia és un gran mas situat dalt d'un puig a poca distància del Santuari de Sant Ferriol. És de planta rectangular, amb diversos cossos afegits posteriorment, i ampli teulat a dues aigües i amb el carener descentrat i els vessants vers les façanes laterals. Can Badia va ésser bastida amb carreus ben tallats. Cal destacar l'àmplia porta d'entrada feta amb dovelles molt grans. Disposa de baixos i pis superior (avui amb el terra del tot enfonsat). En els murs es veuen diferents forats deixats per les bastides de fusta.

## Història
Aquesta masia possiblement fou en els seus inicis un casal fort; sense obertures (les que avui hi ha són obertes molt posteriorment a la construcció de la fàbrica primitiva). En els murs es veuen diferents forats deixats per les bastides de fusta.